# Romeira
Romeira ist ein Ort und eine ehemalige Gemeinde (Freguesia) im portugiesischen Kreis Santarém. Die Gemeinde hatte 788 Einwohner (Stand 30. Juni 2011).
Am 29. September 2013 wurden die Gemeinden Romeira und Várzea zur neuen Gemeinde União das Freguesias de Romeira e Várzea zusammengeschlossen.